# Красивомошка
Красивомошка (Calliergonella) — рід мохів родини Pylaisiaceae.
Рід був вперше описаний Loeske.
Рід має космополітичне поширення.
Види:
- Calliergonella cuspidata
- Calliergonella lindbergii